# Rocket Raccoon
Rocket Raccoon is een personage uit de strips van Marvel Comics. Hij werd bedacht door schrijver Bill Mantlo en tekenaar Keith Giffen en verscheen voor het eerst in Marvel Preview #7 (zomer 1976). Hij is een intelligente antropomorfe wasbeer, die een deskundig scherpschutter en piloot is. Zijn naam is geïnspireerd op het nummer Rocky Raccoon van The Beatles uit 1968.

## Biografie
Rocket Raccoon is een "Guardian of the Keystone Quadrant" (bewaker van het Keystone-kwadrant), een gebied in de ruimte dat afgesloten is van de rest van de kosmos door een zogenaamde Galactische muur.
Rocket is kapitein van het ruimteschip Rack 'n' Ruin en hij en zijn eerste stuurman Wal Rus (een antropomorfe walrus) komen van de planeet Halfworld in het Keystone-kwadrant, een verlaten kolonie voor mensen met een psychische aandoening waar de dierlijke metgezellen genetisch werden gemanipuleerd zodat ze menselijke intelligentie en lichaamsbouw kregen om als verzorgers te kunnen fungeren. Rocket was een "ranger" op Halfworld die de kolonie beschermde.
Wanneer Judson Jakes de Halfworld-bijbel probeert te stelen, wordt hij tegengehouden door Rocket en enkele van zijn dierenvrienden. Later wordt Rocket's vriendin Lylla (een antropomorfe otter) ontvoerd door Lord Dyvyne die samen met Judson Jakes een oorlog start over de controle van een speelgoedfabriek. Tijdens deze strijd vormt Blackjack O'Hare (een antropomorfe haas) een team met Rocket in de strijd tegen Judson Jakes en Lord Dyvyne. Nadat ze hun vijanden verslagen hebben, wordt Rocket terug verenigd met Lylla en ze verlaten samen met de andere antropomorfe dieren Halfworld naar de ruimte voor hun eigen avonturen. Enige tijd later kan Rocket ontsnappen van de planeet van Stranger waar hij werd gevanggenomen en als laboratoriumdier getest.

### Guardians of the Galaxy
Rocket Raccoon duikt later op als lid van het team dat is gekozen om Star-Lord te vergezellen tijdens zijn missie om een aanval van de Phalanx op de thuiswereld van de Kree te stoppen. Rocket wordt afgebeeld als een begaafde militaire tacticus die onbevreesd, loyaal en inzichtelijk is maar ook een obsessieve-compulsieve stoornis heeft.
Rocket voegt zich bij de nieuwe Guardians of the Galaxy op uitnodiging van zijn vriend Star-Lord. Later, wanneer Peter Quill (Star-Lord) door Ronan the Accuser naar de Negatieve Zone wordt gestuurd, leidt Rocket het team met zijn vriend Groot als nieuw lid. Rocket blijft leider totdat ze Peter Quill bevrijden en de aarde redden van een buitenaardse invasie. Wanneer het team betrokken geraakt bij de War of Kings, leidt Rocket het deel van het team dat is toegewezen om contact te zoeken met de Shi'ar. Omdat ze niet kunnen teleporteren naar het vlaggenschip van keizer Vulcan, moeten ze worden gered door de Starjammers en Rocket’s vriend Ch'od.
Nadat de Guardians uit elkaar gaan, neemt Rocket een normale baan aan bij "Timely Inc.". Hij en Groot worden herenigd en misleid om terug te keren naar Halfworld. Daar ontdekt Rocket dat zijn herinneringen aan die plaats voornamelijk halve waarheden en opzettelijk vervaardigde nepherinneringen zijn. In werkelijkheid werkten Judson Jakes en Blackjack O'Hare samen met Rocket bij Criminally Insane voor de beveiliging van het "Halfworld Asylum". Dokter Dyvyne was daar hoofd van de psychologie en zowel de antropomorfe dieren als de robots werden speciaal gemaakt om kalmerend te werken bij de bewoners van het gesticht. De nepherinneringen bij Rocket werden door hemzelf ingebracht nadat de superschurk Star Thief was opgenomen in het gesticht en zijn psychische krachten gebruikte om de inwoners tegen elkaar te zetten. Rocket wiste opzettelijk zijn herinneringen en verliet Halfworld zodat Star Thief daar voor eeuwig zou opgesloten blijven maar het was de geest van de superschurk die was ontsnapt nadat zijn gastlichaam stierf en Rocket terug naar de asiel lokte.
Toen in 2013 de Guardians of the Galaxy-reeks terug werd gelanceerd, was Rocket opnieuw lid van het team.
In het eerste nummer van de Secret Wars-serie (een ander universum en tijdlijn) uit 2015 nemen de Guardians of the Galaxy deel aan de gevechten op Earth-616 en Earth-1610, waarin Rocket en enkele anderen worden gedood door de Children of Tomorrow.

## Krachten en vaardigheden
Rocket Raccoon bezit de normale eigenschappen van een aardse wasbeer, inclusief snelheid (die extra is versterkt door zijn training) en een goed reukvermogen, gezichtsvermogen en gehoor. Scherpe klauwen stellen hem in staat om muren, gebouwen en bomen met gemak te beklimmen. Hij is een ervaren ruimteschippiloot, een briljant technicus en een scherpschutter met de twee laserpistolen die hij bij zich draagt en hij heeft ook een sterke affiniteit met zware wapens. Hij is een meester-tacticus en leider, vaardigheden die hem helpen de leiding te nemen over de Guardians of the Galaxy wanneer Star-Lord niet beschikbaar is.

## Publicaties
Rocket Raccoon verscheen een eerste maal in Marvel Preview #7 (zomer 1976) in "The Sword in the Star", onder de naam "Rocky". De volgende verschijning is in The Incredible Hulk #271 (mei 1982), waar verklaard wordt dat "Rocky" de afkorting is van "Rocket". In 1985 krijgt Rocket Raccoon een eigen gelimiteerde vierdelige stripserie. Rocket verscheen in Quasar #15 in 1990 en in drie nummers van Sensational She-Hulk (#44-46) in 1992. Hij verscheen uiteindelijk maar in tien stripboeken in zijn eerste dertig jaar.
Na een korte verschijning in Exiles in 2006 verscheen Rocket in de gelimiteerde series Annihilation: Conquest en Annihilation: Conquest - Star-Lord (2007) en de spin-off-serie Guardians of the Galaxy (2008). Hij bleef een vast lid van het team tot nummer #25 (2010) en vervolgens in de gelimiteerde vervolgserie The Thanos Imperative (2010) en de series Annihilators #1-4 (maart-juni 2011) en Annihilators: Earthfall #1-4 (sept-dec. 2011). De Guardians met Rocket verschijnen ook in de serie Avengers Assemble #4-8 (2012).
In juli 2014 verscheen de stripserie Rocket Raccoon, geschreven en getekend door Scottie Young. Het eerste nummer was goed voor een verkoop van 300.000 exemplaren. Vanaf #5 werd Young vervangen door Jake Parker en de serie stopte in mei 2015. In januari 2016 verscheen een nieuwe serie Rocket Raccoon and Groot,in het kader van het All-New, All-Different Marvel-universum.

## In andere media

### Televisie
- In de animatieserie The Avengers: Earth's Mightiest Heroes in de aflevering "Michael Korvac" (seizoen 2 aflevering 6,2012, samen met de andere Guardians of the Galaxy). De Nederlandse stem van Rocket werd hierin gedaan door Rinie van den Elzen.
- In de animatieserie Ultimate Spider-Man in de afleveringen The Guardians of the Galaxy (seizoen 2, afl.18, 2013) en The Return of the Guardians of the Galaxy (seizoen 3, afl.13, 2014).
- In de animatieserie Avengers Assemble in de afleveringen "Guardians and Spaceknights" (seizoen 1, afl.22, 2014) en "Widow's Run" (seozoen 2, afl.12, 2015).
- In de animatieserie Hulk and the Agents of S.M.A.S.H. in de afleveringen "It's a Wonderful Smash" seizoen 1, afl.26, 2014) en "Guardians of the Galaxy" (seizoen 2, afl.5, 2014).
- In de Japanse animeserie Marvel Disk Wars: The Avengers in de aflevering "Guardians of the Galaxy".
- In de animatieserie Guardians of the Galaxy (2015-2018)
- In de animatiefilm (kerstspecial) Marvel Super Hero Adventures: Frost Fight! (2015).

### Marvel Cinematic Universe
Sinds 2014 verscheen het personage in het Marvel Cinematic Universe. De stem werd telkens verzorgd door Bradley Cooper en de motion capture-vertolking werd door Sean Gunn gedaan. Rocket Raccoon komt samen met Groot in contact met Star-Lord, Gamora en Drax the Destroyer. Ze vormen uiteindelijk samen de groep Guardians of the Galaxy en gaan met onder andere Ronan the Accuser en Thanos de strijd aan om het heelal te beschermen. Rocket sluit zich later met Groot aan bij Thor om hem te helpen een nieuw magisch wapen voor hem te maken waarmee hij Thanos kan verslaan. Dit lukt de drie waarna ze naar Wakanda reizen om de Avengers bij te staan in hun strijd. Thanos weet echter te winnen en hij laat de helft van al het leven vergaan, Rocket overleeft dit. Vijf jaar later gaat Rocket met de overgebleven Avengers terug in de tijd om de Infinity Stones voor Thanos te bemachtigen om zo zijn daden ongedaan te maken, dit lukt hen. 
In het derde en laatste deel van Guardians of the Galaxy trilogie wordt het achtergrondverhaal van Rocket verteld. Rocket is een experiment van de High Evolutionary, waar hij van ontsnapte toen hij erachter kwam dat zijn brein zou worden gebruikt voor onderzoek en zijn vrienden (waaronder Lylla) werden vermoord. In het heden wordt Rocket aangevallen door Adam Warlock, waardoor Rockets leven op het spel staat. De Guardians of the Galaxy gaan op missie om informatie te verschaffen over Rockets verleden om erachter te komen hoe hij hersteld kan worden. Uiteindelijk lukt het Guardians of the Galaxy Rocket te redden, en wordt tegelijkertijd de gestoorde wetenschapper en maker van Rocket, de High Evolutionary verslagen. Na de overwinning verlaten Star-Lord, Gamora, Drax, Nebula en Mantis het team. Rocket wordt benoemd tot nieuwe kapitein, en vormt een nieuw team bestaande uit: Alpha Groot, Adam Warlock, Kraglin, Cosmo, Phyla-Vell en Blurp. Rocket Raccoon is onder andere te zien in de volgende films:
- Guardians of the Galaxy (2014)
- Guardians of the Galaxy Vol. 2 (2017)
- Avengers: Infinity War (2018)
- Avengers: Endgame (2019)
- Thor: Love and Thunder (2022)
- I Am Groot (2022-2023) (Disney+)
- The Guardians of the Galaxy Holiday Special (2022) (Disney+)
- Guardians of the Galaxy Vol. 3 (2023)

### Computerspelen
Sinds 2014 is er een verzamelfiguur van het personage Rocket Raccoon voor het computerspel Disney Infinity. Zodra deze figuur op een speciale plaats wordt gezet, verschijnt het personage online in het spel. De Nederlandse stem wordt voor het spel ingesproken door Trevor Reekers.